# Stary Gierałtów

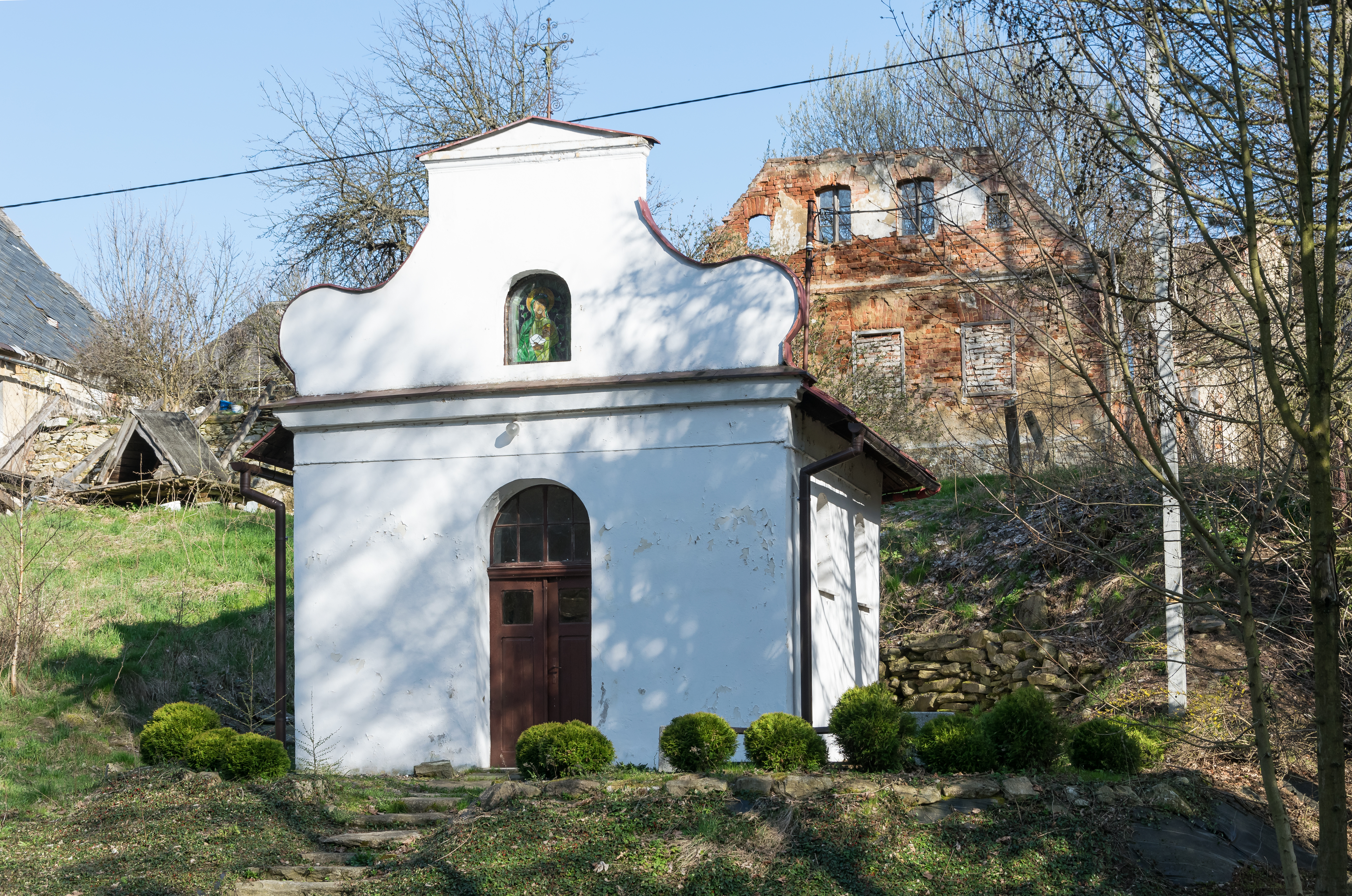
Kaplica przydrożna w Starym Gierałtowie

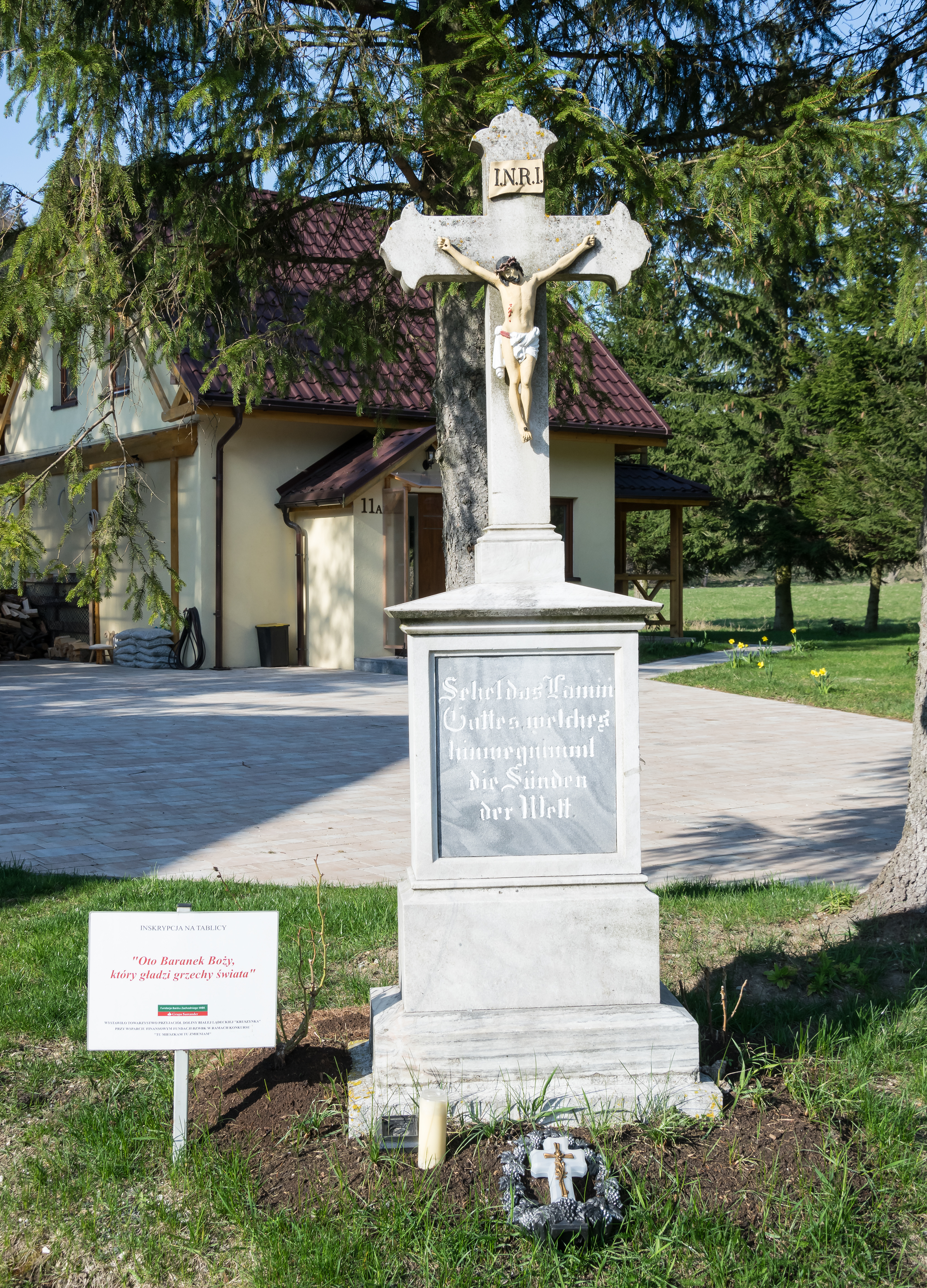
Krzyż przydrożny w Starym Gierałtowie

Stary Gierałtów (niem. Alt Gersdorf) – wieś w Polsce położona w województwie dolnośląskim, w powiecie kłodzkim, w gminie Stronie Śląskie.

## Położenie
Stary Gierałtów to wieś łańcuchowa o długości około 4,3 km, położona jest we wschodniej części Ziemi Kłodzkiej, w dolinie Białej Lądeckiej, pomiędzy Górami Złotymi a Bialskimi, na wysokości około 525–570 m n.p.m.

## Podział administracyjny
W latach 1975–1998 miejscowość administracyjnie należała do województwa wałbrzyskiego.

## Historia
Pierwsze wzmianki o Starym Gierałtowie (wówczas Geraczdorf) pochodzą z roku 1346 z dokumentu króla Jana Luksemburskiego. W połowie XIV wieku wieś należała do dóbr zamku Karpień, który był własnością rodziny Gloubos. W 1419 istniało we wsi sędziostwo. W latach 1625–1641 wieś musiała płacić kontrybucję armii cesarskiej. W 1648 roku Stary Gierałtów kupiła rodzina Althannów z Międzylesia, która włączyła go do klucza Stronie. Od drugiej połowy XVIII wieku wieś systematycznie się rozwijała a w szczególności rzemiosło, tkactwo, lokalny przemysł oraz handel. Już w końcu XVIII wieku działała w Starym Gierałtowie katolicka szkoła, w 1865 r. katolicka szkoła elementarna. W roku 1838 miejscowość kupiła księżna Marianna Orańska. Znajdowały się tu wtedy młyny wodne, tartaki i olejarnia oraz kościół. Od połowy XIX wieku Stary Gierałtów znalazł się na uczęszczanej trasie z Lądka do Puszczy Jaworowej w Górach Bialskich. Związany z tym ożywiony ruch turystyczny obsługiwała gospoda w Starym Gierałtowie. Liczba ludności wsi wzrastała od lat dwudziestych do sześćdziesiątych XIX wieku i w latach 1864-1867 osiągnęła swój najwyższy poziom. Ze względu na swą wielkość Stary Gierałtów stał się siedzibą urzędu gromadzkiego obejmującego do 1905 roku też Bielice, Goszów, Nowy Gierałtów i Młynowiec.

## Współczesność
W rozciągniętej wsi przetrwało sporo starych domów, wśród nich dawna pruska strażnica celna (obecnie schronisko).
Położona w górach wieś jest odwiedzana przez turystów. W Starym Gierałtowie mieszka wielu twórców ludowych, artystów i rzemieślników zajmujących się kultywowaniem tradycyjnych "ginących" zawodów.

## Zabytki
Do wojewódzkiego rejestru zabytków wpisane są:
- Kościół Michała Archanioła w Starym Gierałtowie, filialny z 1798 roku[5]. Zachowało się w nim barokowe wyposażenie, między innymi ołtarz główny i boczny, ambona z wizerunkami Ewangelistów oraz rokokowy prospekt organowy[5],
- Kaplica przydrożna w Starym Gierałtowie, przy posesji nr 8, z drugiej połowy XVIII wieku.

Inne zabytki:
- liczne domy pochodzące z XVIII-XX wieku[1].